# (17362) 1978 UT7
A (17362) 1978 UT7 a Naprendszer kisbolygóövében található aszteroida. C. Michelle Olmstead fedezte fel 1978. október 27-én.